# Valērijs Šabala
Valērijs Šabala (Rīga, Letonia, 12 de octubre de 1994) es un futbolista letón que juega en la posición de centrocampista en el Chojniczanka Chojnice de la II Liga de Polonia.

## Trayectoria

### Inicios
Como jugador juvenil, Šabala fue miembro de la academia F. K. Rīgas Futbola skola. Con el club ganó la Primera Liga de Letonia de 2008 y siendo promovido a la Virslīga para la temporada 2009, Šabala fue uno de los jóvenes que el entrenador Vladimirs Beļajevs incluyó en el primer equipo. Šabala hizo su debut el 15 de octubre de 2009, con 15 años recién cumplidos, entró como sustituto en el minuto 46' en una derrota por 8-0 contra el campeón defensor F. K. Ventspils. Tres días después apareció en el partido contra el F. C. Tranzit, que viene como sustituto en el minuto 88. F. K. RFS fue relegado a la Primera Liga de Letonia y Šabala se unió a los recién ascendidos a la Virslīga, el J. F. K. Olimps Riga en enero de 2010. Šabala anotó su primer gol en la Virslīga el 23 de abril de 2010 en un partido contra el Skonto Riga. En ese momento tenía 15 años y 193 días, lo que lo convirtió en el goleador más joven en la historia del campeonato letón y en todas las ligas de fútbol europeas de primer nivel. Su récord se rompió el 10 de junio de 2014, cuando el centrocampista del Skonto Riga, Jānis Grīnbergs, anotó un penal contra el F. C. Daugava Daugavpils que solo tenía 15 años y 102 días. En toda esa temporada, Šabala jugó 21 partidos de liga y marcó 6 goles.

### Skonto Riga F. C.
En febrero de 2011, Šabala se unió al campeón de la Virslīga, Skonto Riga. En su temporada de debut con el club, rara vez se usaba en los primeros once y a menudo se presentaba como suplente, anotando 2 goles en 22 partidos. Šabala anotó su primer gol de liga para el Skonto Riga, el 25 de septiembre de 2011 contra su antiguo club J. F. K. Olimps Riga. A pesar del tiempo de juego limitado, fue nombrado “Joven jugador del año” y recibió el premio Ilmārs Liepiņš. A lo largo de la temporada, Šabala realizó pruebas a corto plazo con Arsenal, Watford y Udinese Calcio. 
En enero de 2012, Šabala fue a prueba con el club ucraniano F. C. Dinamo de Kiev junto a su compañero de equipo internacional Vitālijs Jagodinskis, pero finalmente regresó al Skonto Riga con solo el último firmando un contrato. El 30 de junio de 2012, Šabala anotó su primer hat-trick en un partido de liga contra F. S. METTA/Latvijas Universitāte con solo 17 años, 8 meses y 18 días. El 10 de julio fue nombrado el mejor jugador de la Virslīga en junio. En septiembre, Šabala fue a juicio con el club de la Liga Premier de Rusia P. F. C. CSKA Moscú y jugó en su partido amistoso contra el Lokomotiv. En noviembre apareció información en los medios de comunicación de que CSKA de Moscú estaba listo para ofrecerle al Skonto Riga 3.5 millones de euros por el jugador, pero finalmente el movimiento no ocurrió. Šabala terminó la temporada 2012 como el quinto máximo anotador de la liga con 11 goles. En diciembre recibió el premio Ilmārs Liepiņš como el “Joven jugador del año” por segunda temporada consecutiva.
En la temporada 2013, Šabala anotó 15 goles en la liga, quedando un gol menos para su compañero de equipo Artūrs Karašausks y el jugador del F. C. Daugava Daugavpils, Andrejs Kovaļovs, quienes se convirtieron en los mejores anotadores de la liga con 16 goles cada uno. El 18 de julio, Šabala ayudó al Skonto Riga a vencer al club checo F. C. Slovan Liberec 2–1 en casa en el partido de clasificación de la segunda ronda de la Liga Europa de la UEFA, anotando el primer gol. Fue incluido en el LFF y en el equipo del Torneo de la Liga Superior de Letonia y fue nombrado el mejor delantero de la temporada. Skonto Riga confirmó haber recibido ofertas concretas para el jugador del equipo turco Trabzonspor,  del italiano Hellas Verona y del club belga Brujas.

### Club Brujas
El 29 de enero de 2014, Šabala se unió al Club Brujas, firmando un contrato hasta el 30 de junio de 2018. Para obtener tiempo de juego inmediato, se lo prestó de vuelta al Skonto Riga hasta el 1 de julio de 2014. Durante el período de préstamo, apareció Šabala en 9 partidos de liga y marcó 5 goles. Después de haber pasado el período de preparación de pretemporada con el Brujas, abala se dio a cabo en otro préstamo a la Primera División de Chipre  con el club Anorthosis Famagusta el 22 de agosto de 2014.

### Podbeskidzie Bielsko-Biała
Después de períodos de préstamo en Polonia, la República Checa, Eslovaquia y Letonia, el 4 de agosto de 2017. Šabala firmó un contrato de dos años con el Podbeskidzie Bielsko-Biała. Se convirtió en el máximo goleador de la temporada de la I Liga de Polonia 2018-19, anotando 12 goles.

### Miedź Legnica
Con 24 años y después de ser el mejor anotador de la I Liga de Polonia con sus 12 goles, se oficializa la llegada de Valērijs Šabala al Miedź Legnica por segunda vez en su carrera, sin embargo, esta vez ya no en manera de cesión.

## Selección nacional
Šabala fue miembro de todos las categorías inferiores de la selección de fútbol de Letonia. Hizo su debut con la selección absoluta el 24 de mayo de 2013 en un partido amistoso contra Catar.
En el siguiente partido marcó sus primeros goles para el seleccionado letón, anotando dos goles en un amistoso contra Turquía, convirtiéndose en el goleador internacional más joven de Letonia. Su primer partido clasificatorio oficial fue el partido clasificatorio para la Copa Mundial de Fútbol de 2014 contra Bosnia y Herzegovina.